# سكاي مالي
سكاي مالي هي شركة طيران خاصة في مالي، بدأت عملياتها في سنة 2020، وتتخذ من مطار باماكو موديبو كيتا الدولي في باماكو مركزاً لعملياتها.

## الطائرات
اعتبارًا من فبراير 2021 ، قامت سكاي مالي بصيانة الطائرات التالية:
| نوع الطائرة    | في الخدمة | الطلبيات |
| -------------- | --------- | -------- |
| بوينغ 400-737  | 1         |          |
| إمبرايرERJ 145 | 1         |          |
| المجموع        | 2         |          |

## الأماكن
اعتبارًا من أغسطس 2021 ، حافظت سكاي مالي على خدمات مجدولة إلى الوجهات التالية:
- مالي
  - باماكو - مطار باماكو الدولي (المحور)[3]
  - جاو - مطار جاو الدولي [3]
  - كايس - مطار كايس[3]
  - موبتي - مطار موبتي[3]
  - تمبكتو - مطار تمبكتو[3]

- بنين
  - كوتونو - مطار كوتونو[4]

- الجابون
  - ليبرفيل - مطار ليون مبا الدولي[4]

- السنغال
  - داكار - مطار بليز دياغني الدولي[5]

سريع